# Calamus jenningsianus
Calamus jenningsianus är en enhjärtbladig växtart som beskrevs av Odoardo Beccari. Calamus jenningsianus ingår i släktet Calamus och familjen Arecaceae. Inga underarter finns listade i Catalogue of Life.